# Rue du Maroquin
La rue du Maroquin (en alsacien : Kurwegass) est une rue du centre de Strasbourg (Bas-Rhin).

## Situation et accès
Elle va de la place du Marché-aux-Cochons-de-Lait à la place de la Cathédrale, reliée à la rue du Vieil-Hôpital par la rue des Tailleurs-de-Pierre. Depuis 1973 elle est incluse dans le secteur piétonnier.

## Origine du nom
La dénomination de cette rue étroite fait référence aux nombreux cordonniers qui y ont longtemps été établis.

## Historique

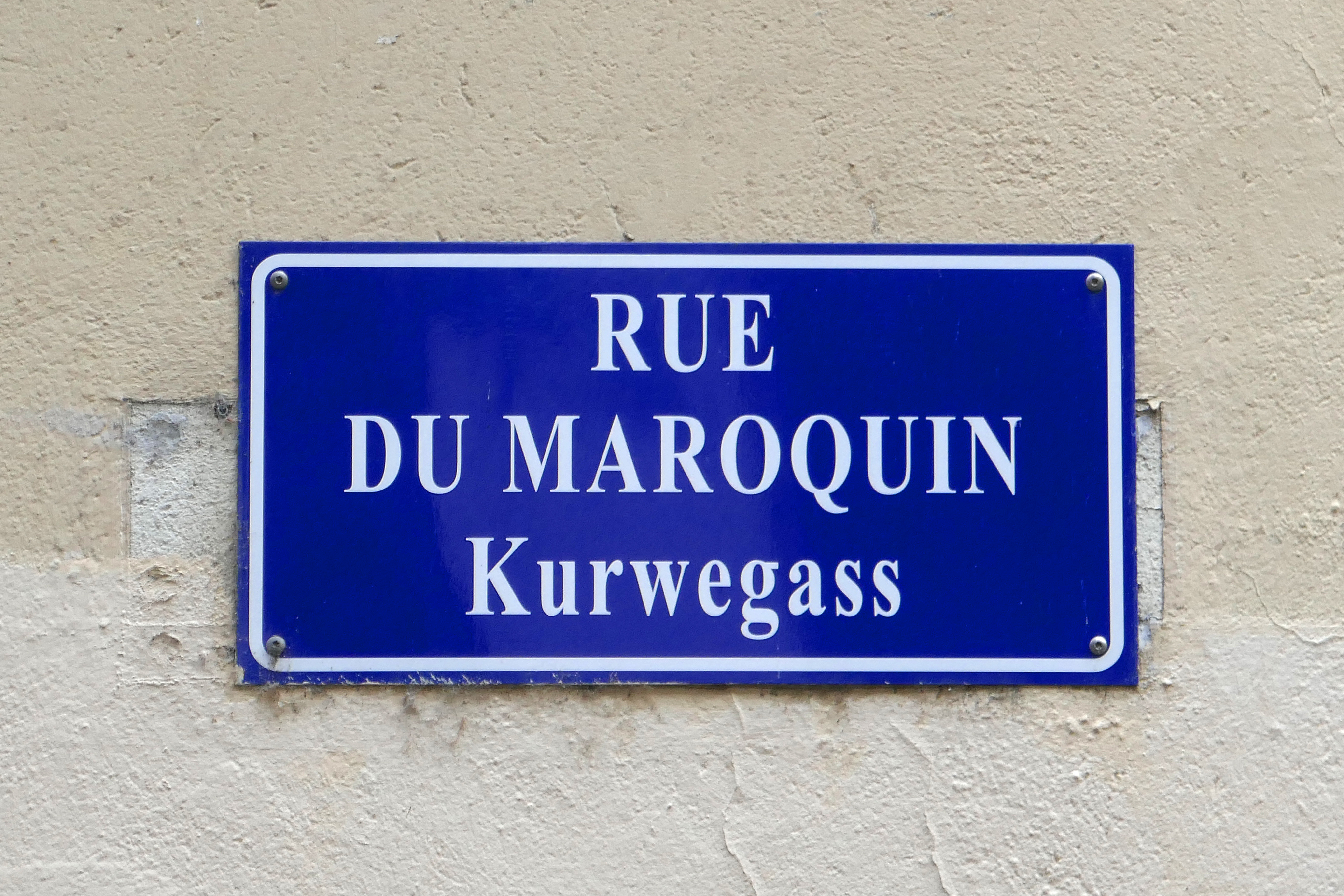
Plaque bilingue, en français et en alsacien.

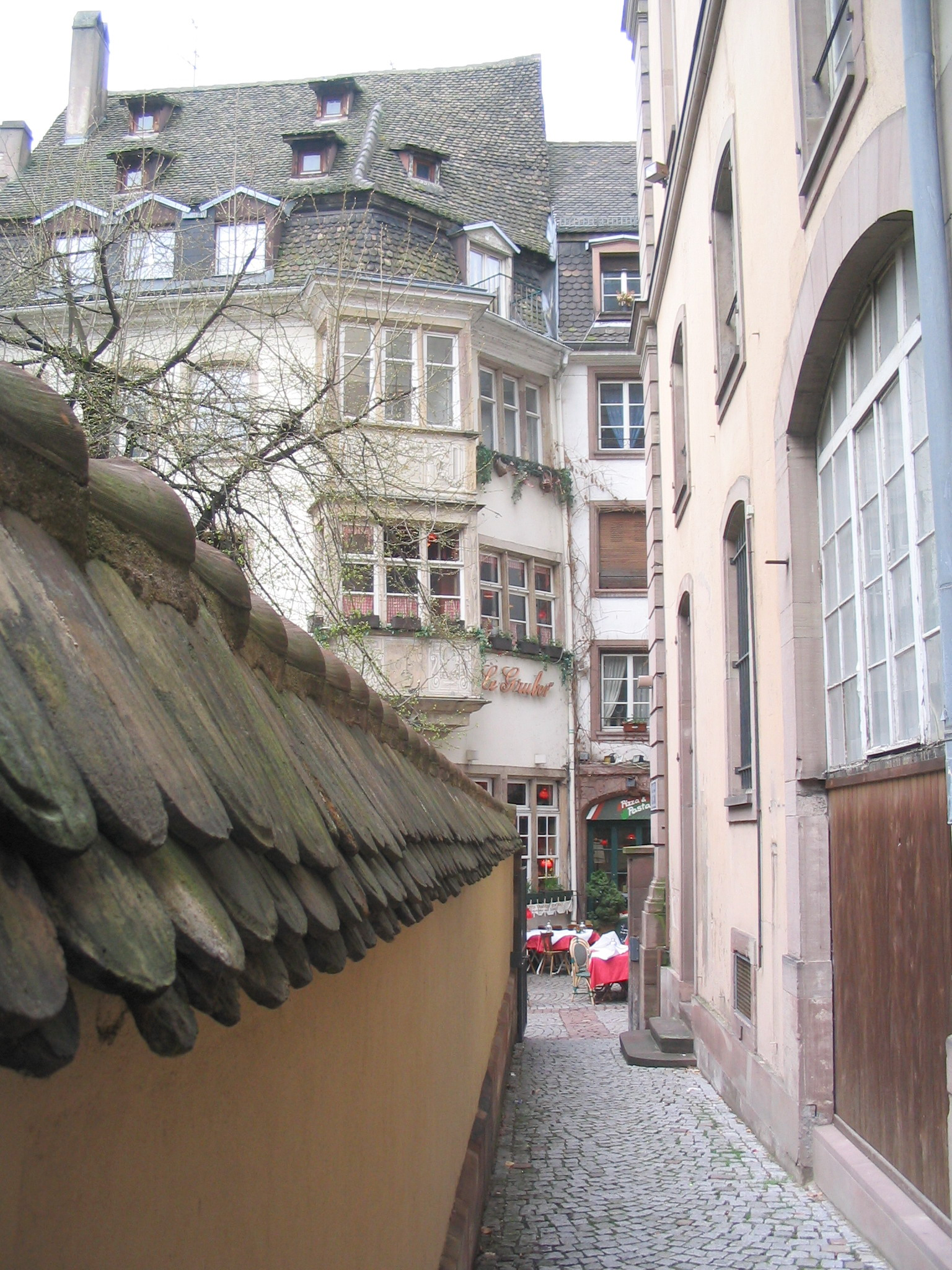
Le passage Hans-Haug face au no 11.

Kurdewan désignant le cuir, en particulier celui de Cordoue, on explique ainsi les noms successifs qui lui ont été attribués depuis le Moyen Âge, parfois avec des déformations ou des interprétations incertaines, Korbengasse étant ainsi traduit par « rue des Corbeilles » ou Kurbangasse compris comme (San)k Urbangasse (« rue Saint-Urbain ») au XVIIIe siècle.
Au fil des siècles, on observe notamment les appellations suivantes, en allemand, en latin ou en français : Kurdewenregasse (1266), Platea sutorum (1282), Schuchsutergasse (1282), Kurdewangasse (1309), Kurwengasse (1351), Nuwe Kurdewangasse (1371), Kurdeweggasse (1451), Kurbengasse (1438), Kurdewengasse (1480), Korbengasse (1636), St Urbansgasse, oder sogenannte Kurbengasse (1738), Kurbaugasse (1760), rue du Maroquin (1786), rue Guillaume Tell (1793), rue de la Vertu (1794), rue du Maroquin (1795), Korduanengasse (1872), rue du Maroquin (1918), Korduanengasse (1940), Korduangasse (1942), rue du Maroquin (1945).
À partir de 1995, des plaques de rues bilingues, à la fois en français et en alsacien, sont mises en place par la municipalité lorsque les noms de rue traditionnels étaient encore en usage dans le parler strasbourgeois. La rue du Maroquin est alors sous-titrée Kurwegass.
Seules subsistent les maisons anciennes alignées du côté occidental (numéros impairs). Presque tous les édifices du côté oriental ont été démolis à la fin des années 1850 pour faire place à l’École impériale du Service de santé militaire de Strasbourg  qui occupe les lieux jusqu'en 1870.
 Les numéros pairs (2, 4 et 6) bordent partiellement le petit jardin médiéval du musée de l'Œuvre Notre-Dame, créé en 1937 à l'initiative du conservateur Hans Haug. Depuis 2004, la ruelle qui relie la rue du Maroquin à la place du Château porte son nom : « passage Hans-Haug ».

## Bâtiments remarquables et lieux de mémoire
- no 2 : À l'angle de la place du Marché-aux-Cochons de-Lait se trouve un puits sur lequel est gravée la date de 1723. Il est surmonté de trois pierres. Celle du bas est ornée d'une couronne, avec une date difficilement déchiffrable. Celle du milieu, de style rococo, est dotée d'un dispositif permettant la sortie de l'eau. On peut y lire des initiales (JFG) et une date (1754). La pierre du haut est sculptée d'un visage masculin grimaçant[6].
- no 4 : Cette petite maison à encorbellement du début du XVIIe siècle se trouvait à l'origine dans la rue d'Or. En 1936, elle a été rapportée et remontée à cet endroit, contre l'ancien hôtel du Cerf. Elle est percée de fenêtres groupées, avec des allèges décorées d'un réseau de colombages en X[2]. Au milieu du toit se dresse une petite tourelle qui abritait à l'origine une poulie de levage[7]. Elle appartient à la Fondation de l'Œuvre Notre-Dame[2].
- no 5 : Maison à pans de bois[1], elle abrite aujourd'hui le winstub Au Vieux Strasbourg.
- no 6 : À l'angle du passage Hans-Haug, l'édifice a hébergé depuis 1982 le siège de la Société des amis du vieux Strasbourg[8], transféré en 2020 au 15, rue des Juifs[9].
- no 7 : À l'angle de la rue des Tailleurs-de-Pierre, cette maison à fort encorbellement appartenait en 1587 au menuisier L. Schwartz qui l'aurait mise au goût du jour[10].
- no 7 : Autre maison à fort encorbellement, modernisée en 1605 pour un tailleur aux initiales M.H., elle est dotée d'une porte avec linteau en accolade[10].
- no 11 : Maison Renaissance reconstruite après l'écroulement en 1575 de l'auberge Zur alten Pfalz (« au vieux palais»[10] »), elle est dotée d'un oriel avec une enseigne en grès datée de 1651 et d'un portail à niches en cul-de-four ornées de coquilles[10]. Elle porte l'inscription Zum kuelen Brunnen (« à la fraîche fontaine »)[1]. Des remaniements ont été effectués en 1760[10].
L'édifice fait l'objet d'une inscription au titre des monuments historiques depuis 1929[11].
- no 13 : Cette maison du XVIIe siècle, qui a longtemps appartenu à des tonneliers, a été reconstruite en 1854, puis en 1960[12].
- no 21 : En 1665, le cordonnier Jérémie Schmidt achète cette maison qui reste à ses descendants jusqu'en 1836. En 1759, Jean Egulus entreprend de la reconstruire[13]. La façade est en grès jaune de style « rococo strasbourgeois » (1745-1770). Les angles sont rehaussés par des chaînages à refends, les fenêtres sont surmontées de frontons ondulants, des bandeaux horizontaux séparent les étages[2].
- no 23 : Également en pierre de taille, de style rococo strasbourgeois, l'édifice présente des similitudes avec le no 21, mais les chambranles de ses fenêtres sont en anse de panier[2].
- no 27 et no 29 : Ces maisons à pans de bois[1] datent du XVIIe siècle[10].

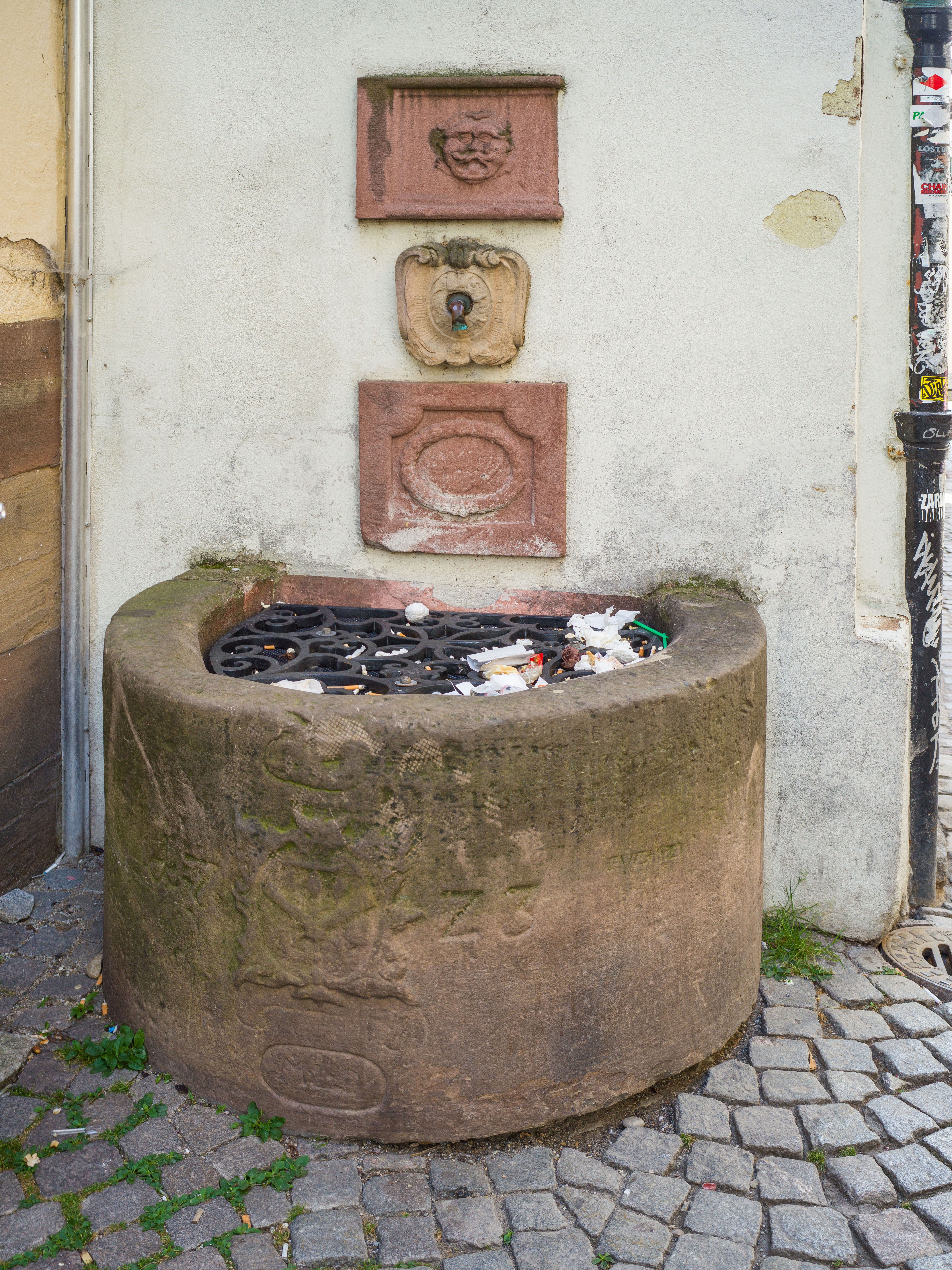
Puits au no 2.
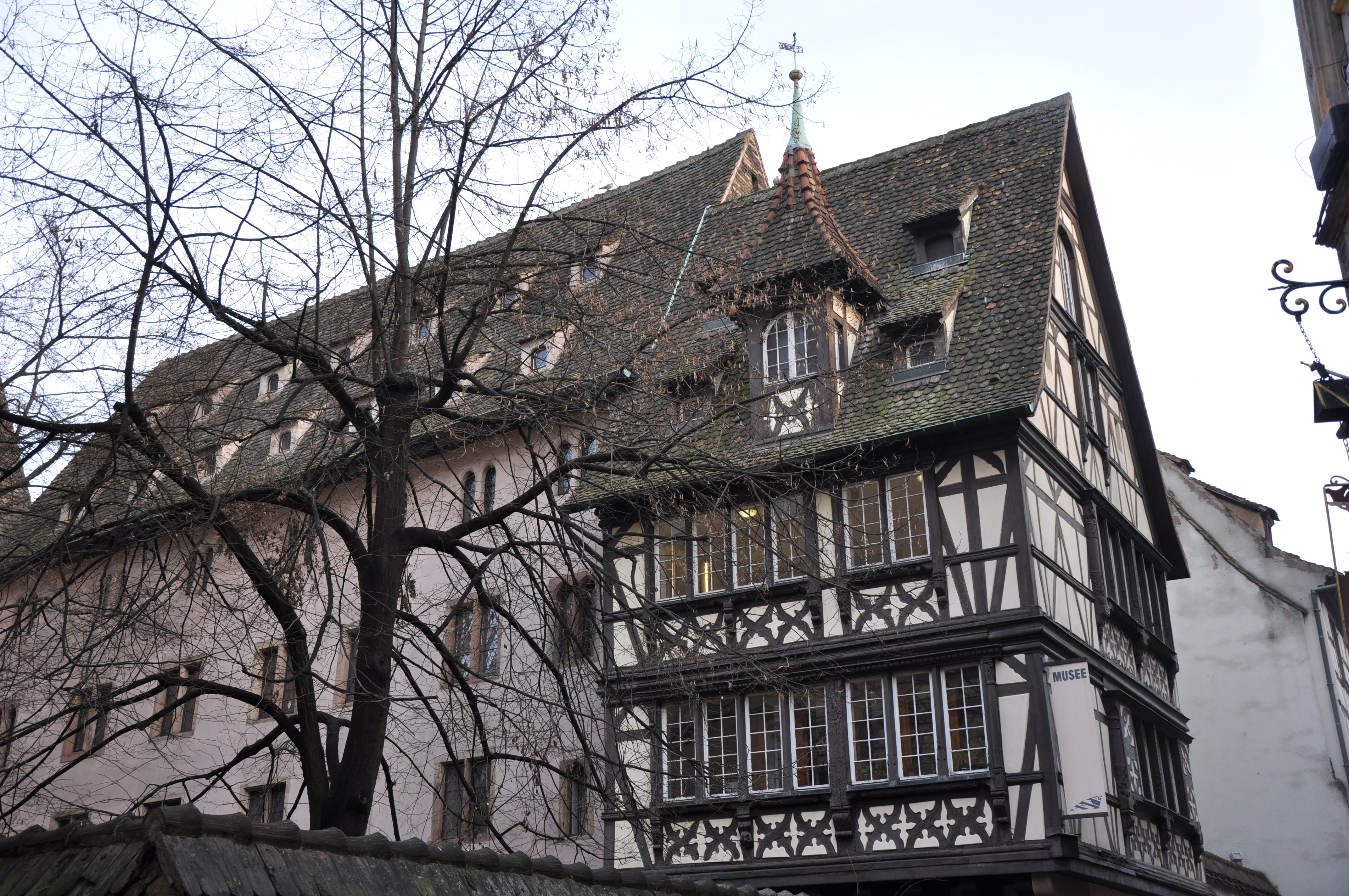
Au no 4, la maison déplacée depuis la rue d'Or (auj. Musée de l'Œuvre Notre-Dame)..
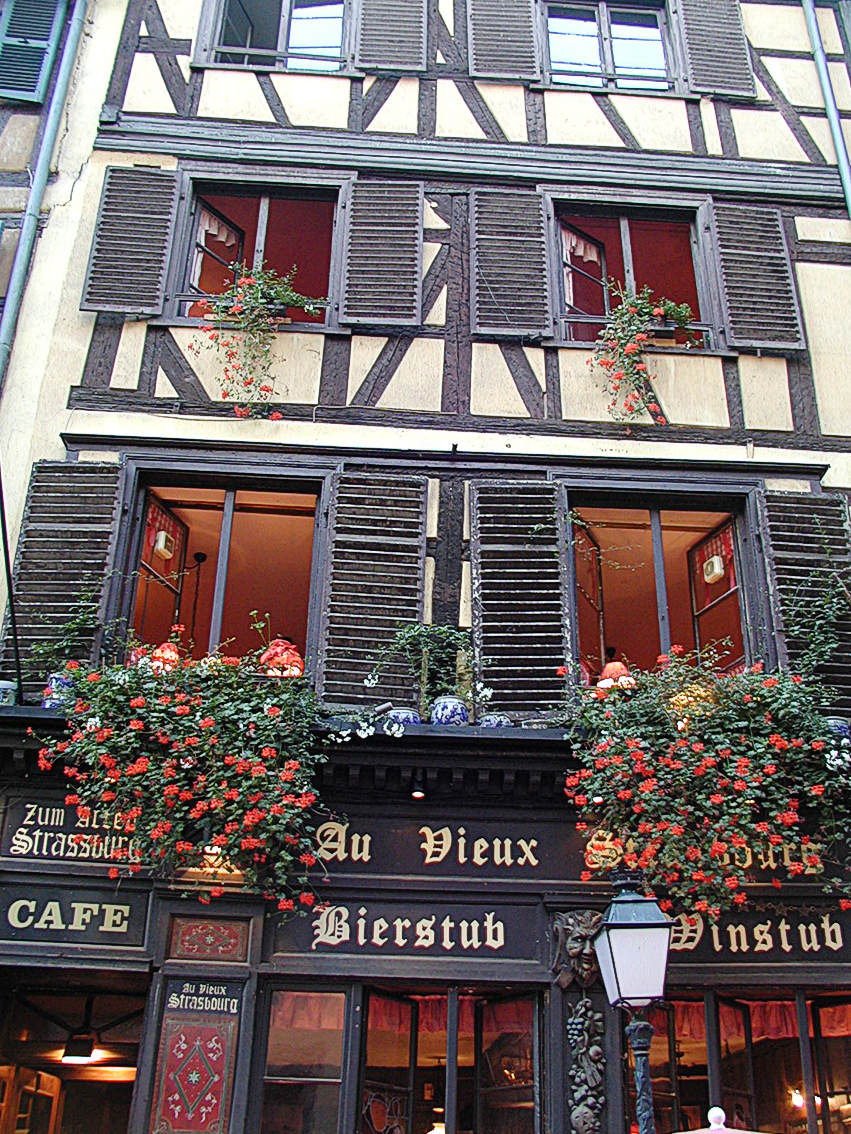
no 5.
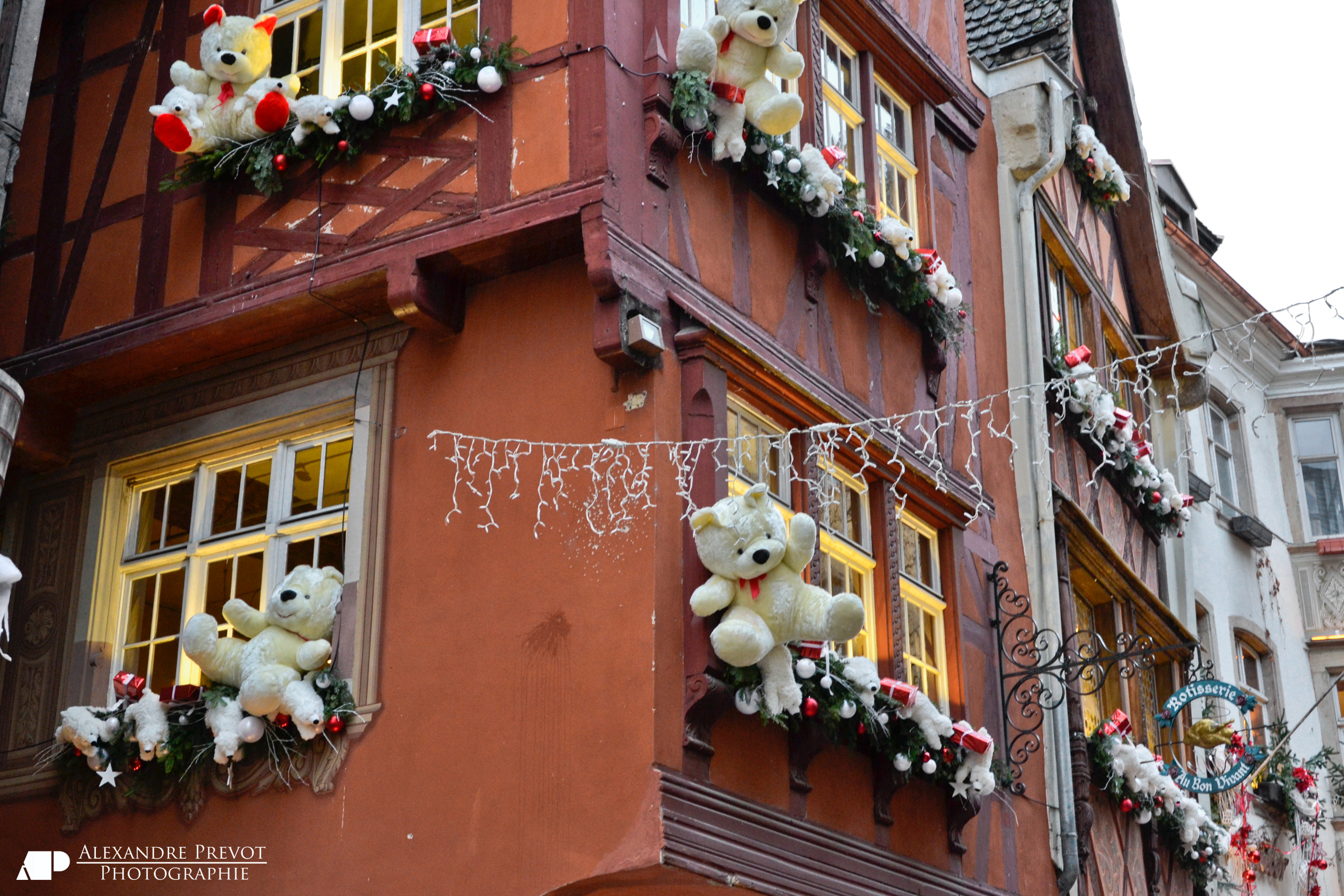
no 7.
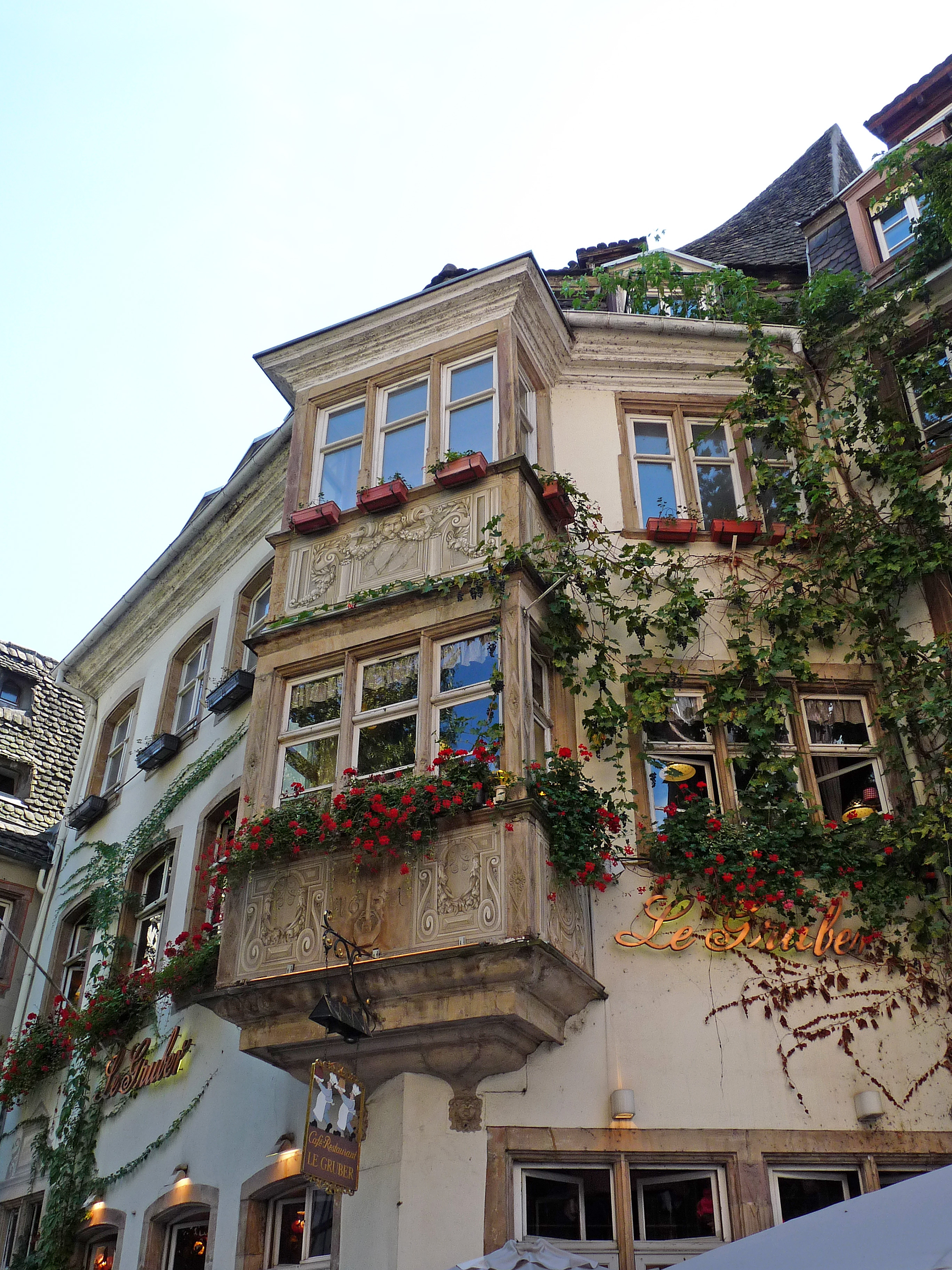
no 11.
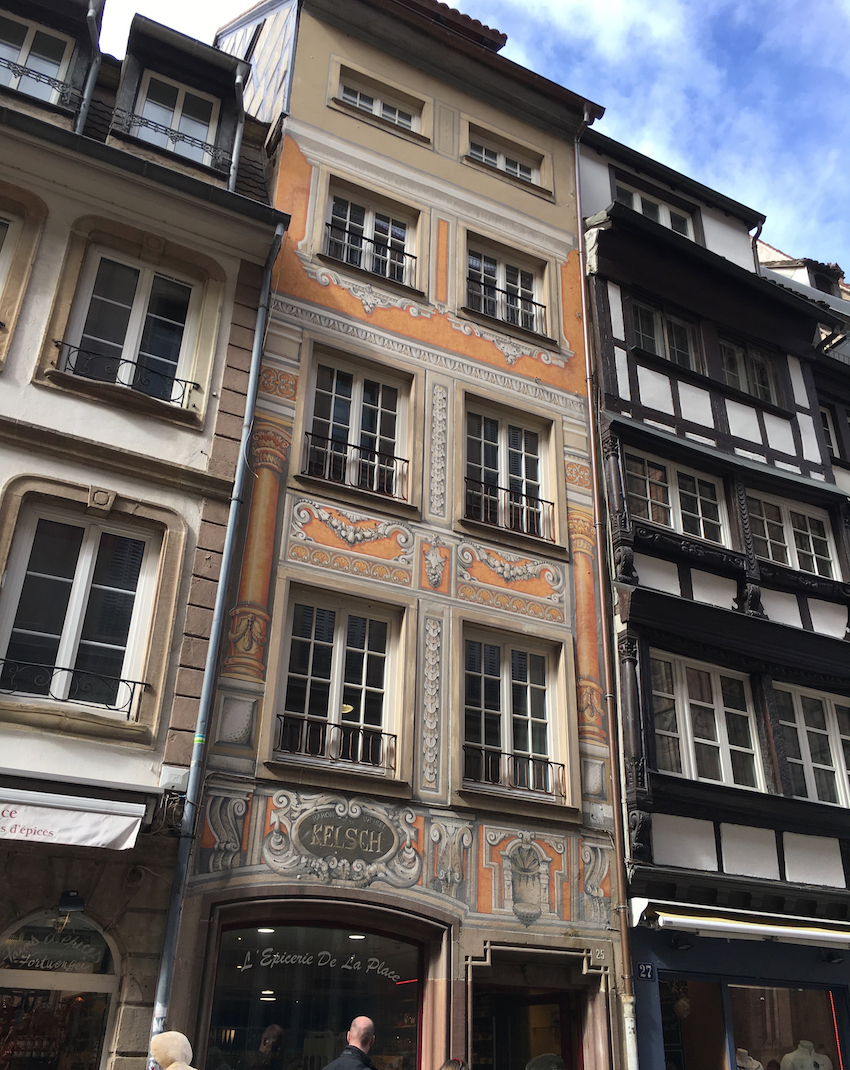
no 25.
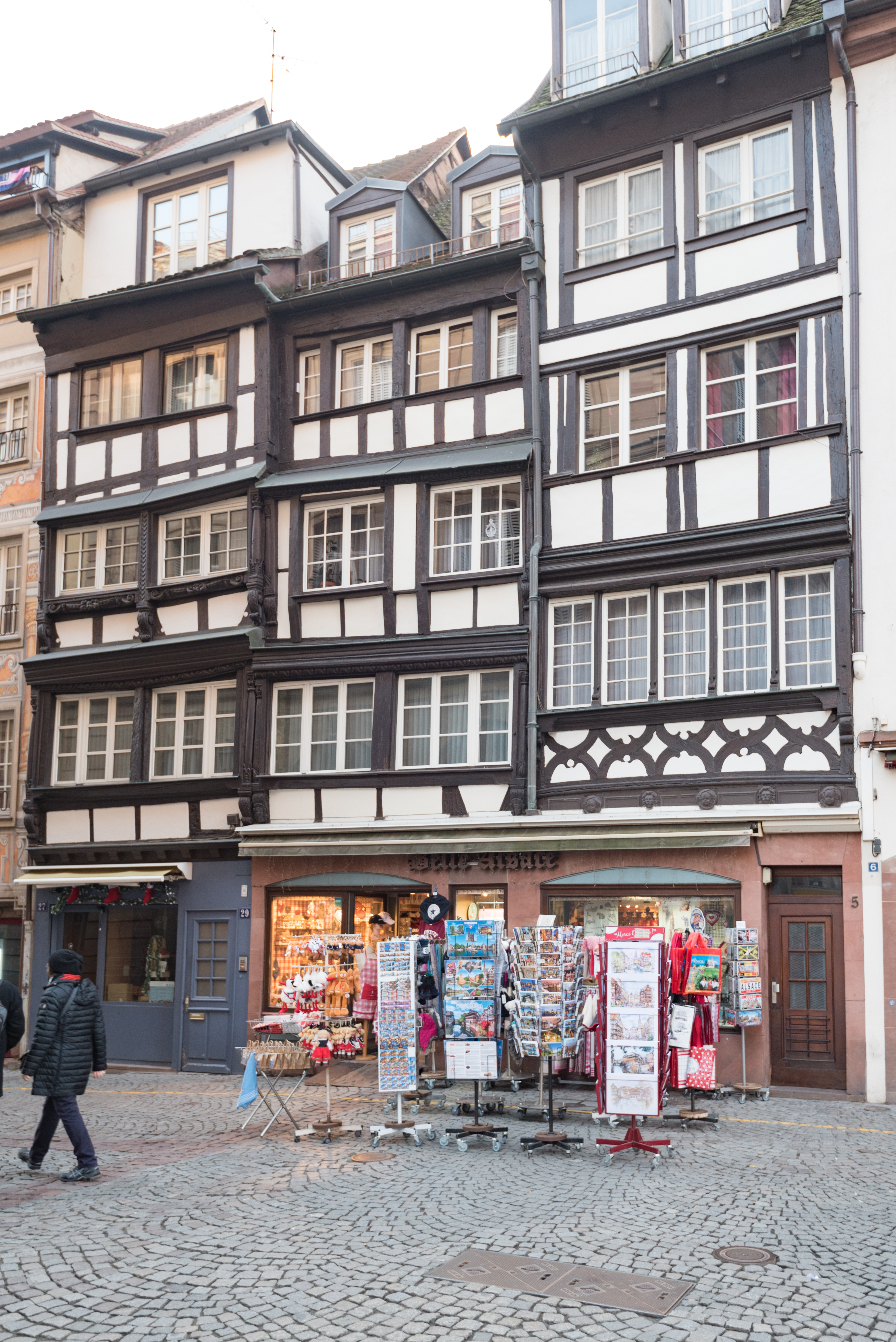
nos 27-29.